# کن آناکین
کنث کوپر "کن" آناکین (انگلیسی: Kenneth Cooper "Ken" Annakin; ۱۰ اوت ۱۹۱۴ – ۲۲ آوریل ۲۰۰۹) یک کارگردان فیلم اهل انگلستان بود. وی بین سال‌های ۱۹۴۱ تا ۱۹۹۲ میلادی فعالیت می‌کرد.

## جوایز
- جایزه هیئت ملی بازبینی برای بهترین فیلم (۱۹۶۲)

## فیلمشناسی
- اردوی تعطیلات (۱۹۴۷)
- میراندا (۱۹۴۸)
- بانوی کلنل (۱۹۴۸ یک قسمت از فیلم "کوارتت")
- ورود به خشکی (۱۹۴۹)
- راهنما بعلاوه آقای همه چیز دان (۱۹۵۰ دو قسمت از فیلم "تریو")
- هتل صحرا (۱۹۵۱)
- سرگذشت رابین هود (۱۹۵۲)
- پاسداران مالایا (۱۹۵۲)
- شمشیر و گل سرخ (۱۹۵۳)
- بازنده همه چیز را می‌برد (۱۹۵۶)
- سه مرد در یک قایق (۱۹۵۶)
- سراسر پل (۱۹۵۷)
- شب، مهتاب نمی‌تابد (۱۹۵۸)
- خانوادهٔ رابینسون سوئیسی (در تهران: ماجرای خانوادهٔ رابینسون ۱۹۶۰)
- شخص خیلی مهم (فیلم) (۱۹۶۱)
- بانوی خوشگذران (۱۹۶۲)
- مردان پرابهت در طیاره‌های پرسرعت (۱۹۶۵)
- نبرد تانک‌ها (۱۹۶۵)
- طولانی‌ترین روز (۱۹۶۲)
- جهنمی‌ها (۱۹۶۳)
- آن مردان باشکوه در ماشین‌های پرنده‌شان (در تهران: مردان عجیب در ماشین‌های پرنده ۱۹۶۵)
- جدال طولانی (۱۹۶۷)
- بزرگ‌ترین شیادان عالم (۱۹۶۸)
- آن مردان جوان بی‌باک در ماشین‌های اتول قراضه‌شان (در تهران: جوانان در اتول‌های قراضه ۱۹۷۰)
- آوای وحش (۱۹۷۲)
- ببر کاغذی (۱۹۷۴)
- دزد دریایی (فیلم ۱۹۷۸)
- تفنگ‌دار پنجم (۱۹۷۹)